# Редди, Радж
Даббала Раджагопал (Радж) Редди (англ. Dabbala Rajagopal «Raj» Reddy, 13 июня 1937 года, Катур, Индия) — учёный в области теории вычислительных систем, профессор по информатике и робототехнике при университете Карнеги — Меллон. Награждён в 1994 году премией Тьюринга за достижения в исследовании искусственного интеллекта, в частности экспертных систем.

## Биография
Радж Редди родился в индийской провинции Андхра-Прадеш. Начал учиться на родине, получил титул бакалавра в 1958 году, затем переехал в Австралию, где получил титул магистра при университете Нового Южного Уэльса в 1960 году.
Шесть лет спустя Редди получил титул доктора философии по информатике, написав при Стэнфордском университете диссертацию под руководством будущего лауреата премии Тьюринга Джона Маккарти. В Стэнфорде Редди работал в лаборатории ИИ. С 1960 по 1963 год Редди работал в корпорации IBM в Австралии. После диссертации в 1966 году, Редди работал три года доцентом в Стэнфорде. Его исследования в области искусственного интеллекта были сконцентрированы на восприятии и моторных аспектах (речи, видении и робототехнике).
В 1969 году он стал адъюнкт-профессором при университете Карнеги — Меллон, где получил полную профессуру в 1973 году и, наконец, получил должность «университетский профессор» в 1984 году. 
За свою более чем пятидесятилетнюю карьеру Редди участвовал в создании и развитии факультетов и лабораторий по исследованию искусственного интеллекта, робототехники, человеко-компьютерного взаимодействия, языковых технологий и машинного обучения. Редди вместе с коллегами подготовили несколько важных демонстраций, в частности, контроль робота голосом, системы распознавания голоса с большим словарём, распознавание речи, не требующее обучения на образцах речи и неограниченную пословную диктовку. Он сделал важный вклад в задача-ориентированные компьютерные архитектуры, анализ сцен в природном ландшафте, всеобщий доступ к информации и автономные робототехнические системы. Он участвовал в создании Hearsay I, одной из первых систем, способных последовательно распознавать речь, и на которой основаны более поздние системы Hearsay II, Dragon, Harpy, и Sphinx I/II, заложившие фундамент под современными коммерческими технологиями распознавания речи. Самая известная из его идей — «модель классной доски» (blackboard model), координирующая несколько источников информации, — широко используется в разработке прикладного ИИ.
Другая большая сфера интересов Редди — роль технологий на службе общества. В этой области он занимался созданием таких центров как Всемирный центр компьютерного управления персоналом, открывшийся в 1981 году во Франции. Там работали такие учёные как Николас Негропонте, Алан Кёртис, Сеймур Пейперт и Терри Виноград, а Редди работал главным научным советником. Редди ввёл термин 3M для минимальных требований к компьютеру в лаборатории.
Параллельно со своей деятельностью в Питтсбурге, Радж Редди всячески способствовал созданию и развитию вузов на своей родине. Так, он является одним из руководителей университета в Хайдарабаде, а также ректором университета Раджива Ганди в своей родной провинции Андхра-Прадеш.

## Награды
- 1984 — награждён Орденом Почётного легиона президентом Франции Франсуа Миттераном[15]
- 1994 — Премия Тьюринга вместе с Эдвардом Фейгенбаумом[16]
- 2001 — Падма Бхушан[16]
- 2004 — Премия Окава [17]
- 2005 — Премия Хонда [18]
- 2006 — Vannevar Bush Award[19]